# Санисчэйр (лагерь беженцев)
Санисчэйр (непальск. शनिस्चरे शरणार्थी शिविर) — лагерь беженцев, расположенный недалеко от перевала Санчар округа Коси в Непале. В данный момент там проживает 13 323 беженца из Бутана. Лагерь расположен на южной стороне трассы «Восток-Запад».
В марте 2011 года пожар разрушил около 1200 домов. В тот же день пожар также охватил Голдхап, другой лагерь беженцев из Бутана.